# 유럽 우주 연구 및 기술 센터

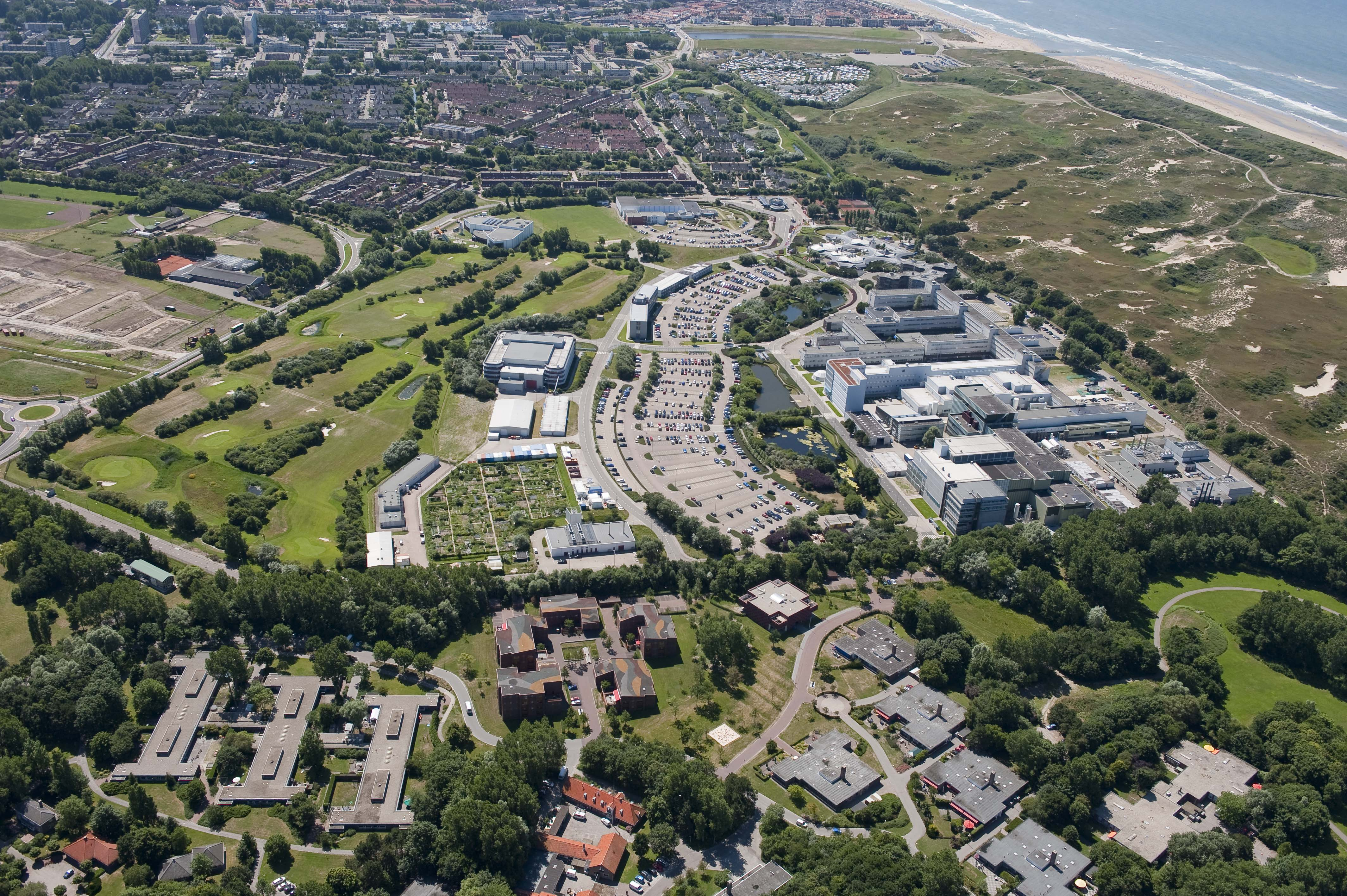
유럽 우주 연구 및 기술 센터의 전경

유럽 우주 연구 및 기술 센터(European Space Research and Technology Centre, ESTEC)는 유럽 우주국의 우주선 및 우주 기술에 대한 주요 기술 개발 및 테스트 센터이다. 네덜란드 서부의 남부 네덜란드 노르트베이크에 위치하고 있지만 마을에서 몇 킬로미터 떨어져 있지만 인근 카트베이크 마을의 가장 북쪽 지역과 즉시 연결되어 있다.
ESTEC에서는 약 2,500명의 엔지니어, 기술자 및 과학자가 임무 설계, 우주선 및 우주 기술을 직접 다루고 있다. ESTEC은 LSS(대형 우주 시뮬레이터), 음향 및 전자기 테스트 베이, 다축 진동 테이블, ESA 추진 연구소(EPL) 등 우주선의 올바른 작동을 검증하기 위한 광범위한 테스트 시설을 제공한다. 출시에 앞서 ESA가 출시하는 거의 모든 장비는 ESTEC에서 어느 정도 테스트를 거친다.
우주 엑스포는 ESTEC의 방문자 센터이다. 우주 탐사에 관한 상설 전시관이 있다.

## 활동
- 미래 임무 평가
- 현재 프로젝트 지원
- 테스트 센터
- 운영

## 같이 보기
- 기아나 우주 센터